# 拘薩羅

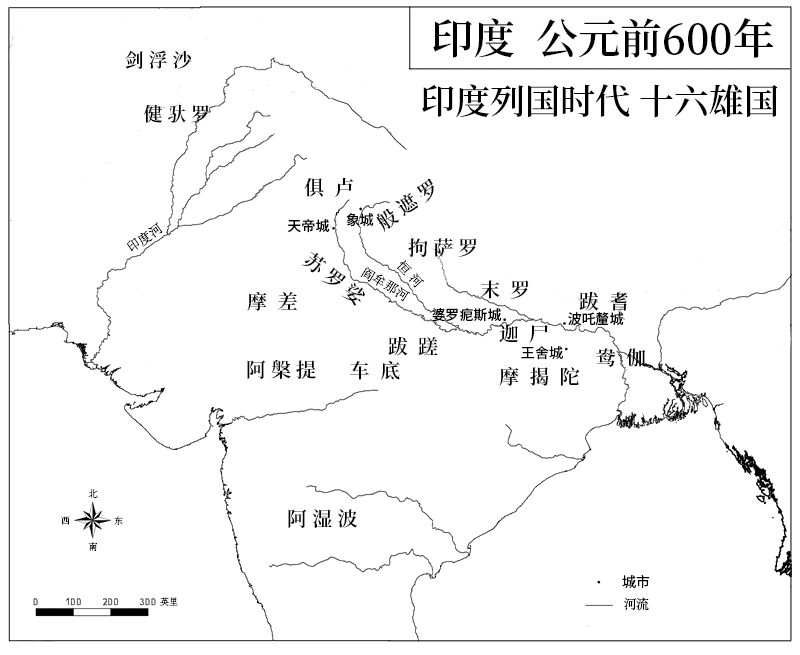
印度列国时代的拘薩羅。

拘薩羅（梵文：कोसल，Kosala，後來作Kośala），又譯憍萨罗，古代印度的一個地區。位于現今北方邦的奥德地區。根據佛教阿含經等記載，公元前6世紀初势力最强，征服邻近迦、釋迦族的迦毗羅衛等小国，领有恒河中游到喜马拉雅山南麓的广大地区，是十六大國之一。首都舍衛城。公元前5世紀因為与恒河下游的摩揭陀國长期交戰而削弱，最終于公元前4世紀被摩揭陀國吞併。
往世書中列出甘蔗王朝的王統，從甘蔗王到波斯匿王。

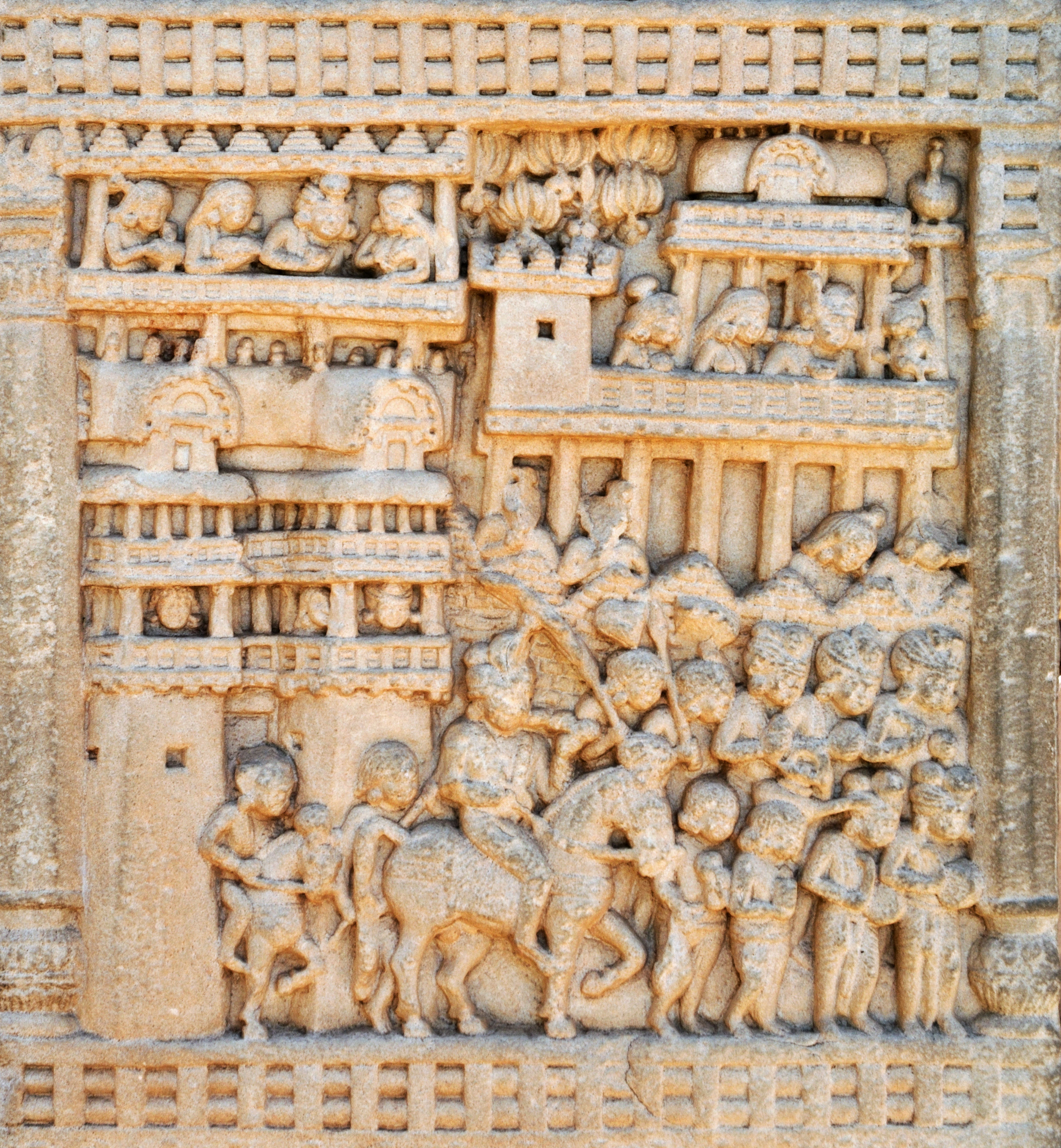
拘薩羅國國王波斯匿王迎佛

大唐西域記：“……至憍薩羅國（中印度境）。憍薩羅國，周六千餘里，山嶺周境，林藪連接。國大都城周四十餘里。土壤膏腴，地利滋盛。邑里相望，人戶殷實。其形偉，其色黑。風俗剛猛，人性勇烈。邪正兼信，學藝高明。王，剎帝利也。崇敬佛法，仁慈深遠。伽藍百餘所，僧徒減萬人，並皆習學大乘法教。天祠七十餘所，異道雜居。……”

## 延伸阅读
[在维基数据编辑]
 《欽定古今圖書集成·方輿彙編·邊裔典·第六十四卷》，出自陈梦雷《古今圖書集成》